# 데니스 글루샤코프
데니스 보리소비치 글루샤코프(러시아어: Дени́с Бори́сович Глушако́в, 1987년 1월 27일 ~, 밀레로보)는 러시아의 축구 선수이다. 현재 러시아 프리미어리그의 파리 니즈니노브고로드 소속으로, 러시아 축구 국가대표팀에서 활약하고 있으며 포지션은 중앙 미드필더이다.